# Carles III d'Espanya
Carles III d'Espanya, VII de Nàpols, V de Sicília i I de Parma, també com Carles III de Castella, i amb els sobrenoms d'el Polític i el Millor Alcalde de Madrid (Madrid, Regne d'Espanya, 1716 - ibíd., 1788), fou duc de Parma (1731-1735), rei de Nàpols i de Sicília (1735-1759) i monarca d'Espanya (1759-1788).
Tercer fill mascle de Felip V que arribà a adult i el primer amb Isabel Farnese. Era, doncs, germanastre de Lluís I i Ferran VI, dels quals heretà el tron espanyol en no deixar descendents cap d'ells.
Carles és considerat un paradigma del despotisme il·lustrat, ja que durant el seu regnat dugué a terme importats reformes administratives i econòmiques a fi d'assegurar i millorar la situació dels territoris governats, com ara evitar guerres prolongades o controlar la influència del clergat. També promocionà ministres capaços com Floridablanca i Jovellanos, que jugarien un paper important en la projecció externa de la Corona.
Contragué matrimoni amb Maria Amàlia de Saxònia l'any 1738, filla del rei de Polònia-Lituània i duc elector de Saxònia Federic August II.
L'historiador Stanley G. Payne comentà sobre la figura de Carles III el següent: "Probablement el rei europeu més exitós de la seua generació. Amb un lideratge ferm, consistent i intel·ligent. Elegí ministres capaços i guanyà el respecte del poble".

## Orígens familiars
Va néixer a la cort reial de Madrid el 20 de gener de 1716. Va ser el primer fill del rei Felip V d'Espanya i la seva segona muller, Isabel Farnese. Era net per línia paterna de Lluís, el Gran Delfí, fill del rei Lluís XIV de França i Maria Anna Cristina de Baviera, i per línia materna del príncep Odoard II de Parma i Dorotea Sofia de Neuburg. Fou germà dels també reis Lluís I d'Espanya i Ferran VI d'Espanya, al qual va succeir al tron hispànic.

## Núpcies i descendents
Es casà per poders el 9 de maig a Dresden i de presència 19 de juny de 1738 a Gaeta amb la princesa Maria Amàlia de Saxònia, filla del rei August III de Polònia i Maria Josepa d'Àustria. D'aquesta unió tingueren:
- Maria Isabel Antonieta de Borbó (1740-1742)
- Maria Josepa Antonieta de Borbó (1742)
- Maria Isabel Anna de Borbó (1743-1749)
- Maria Josepa Carmela de Borbó (1744-1801)
- Maria Lluïsa de Borbó (1745-1792), casada el 1765 amb Leopold II
- Felip Antoni de Borbó (1747-1777), duc de Calàbria i exclòs del tron pels seus problemes mentals
- Carles IV d'Espanya (1748-1819)
- Maria Teresa de Borbó (1749-1750)
- Ferran I de les Dues Sicílies (1751-1825), casat amb Maria Carolina d'Habsburg
- Gabriel de Borbó (1752-1788)
- Maria Anna de Borbó (1754-1755)
- Antoni Pasqual de Borbó (1755-1817)
- Francesc Xavier de Borbó (1757-1771)

## Títols

### Duc de Parma
Carles de Borbó va servir la política familiar com una peça més en la lluita per recuperar la influència espanyola a Itàlia. Així, va heretar inicialment de la seva mare els territoris del Ducat de Parma i Piacenza mitjançant els acords del Tractat de la Haia de 1720.
En el marc de la Guerra de Successió de Polònia l'any 1735 Felip V d'Espanya acordà cedir el ducat a Carles VI del Sacre Imperi Romanogermànic a canvi del Regne de les Dues Sicílies.

### Rei de les Dues Sicílies

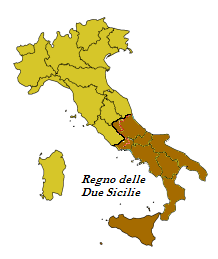
Mapa del Regne de les Dues Sicílies amb relació a les regions administratives actuals

El 1735 el seu pare va conquerir el Regne de les Dues Sicílies, que pel tractat de Viena va passar al seu fill Carles, que va esdevenir rei amb el nom de Carles IV de les Dues Sicílies a canvi de cedir els ducats del nord a Àustria.
Durant el seu regnat a Nàpols i Sicília va saber governar, reformar i modernitzar el regne, unificant-lo i aconseguint el suport del poble. Pel Pacte de Família realitzat al costat de les corones d'Espanya i França, va continuar les seves lluites contra el Sacre Imperi Romanogermànic.
Com a bon rei il·lustrat va decidir donar un impuls a les arts i la ciència, i fou l'iniciador de les excavacions de les ruïnes de Pompeia.

### Rei d'Espanya
A la mort del seu germà gran, Ferran VI d'Espanya, el 1759, sense descendència, fou designat hereu al tron espanyol, i amb això va renunciar al tron sicilià, que fou cedit al seu fill Ferran I de les Dues Sicílies, de manera que va iniciar-se amb ell la dinastia Borbó-Dues Sicílies.

## Política exterior

### La Guerra dels Set Anys
El 1761 França semblava estar perdent la guerra contra Gran Bretanya, i tement una victòria britànica sobre França, Carles va signar el Tercer Pacte de Família amb França l'agost de 1761, i va reclamar una compensació pels atacs dels corsaris anglesos a les aigües espanyoles, l'ocupació britànica d'Hondures i la pèrdua francesa de Nova França, cosa que va motivar la intervenció espanyola en el conflicte per intentar frenar l'expansionisme britànic a Amèrica.
Gran Bretanya va declarar la guerra a Espanya el 4 de gener de 1762 i Espanya va reaccionar emetent la seva pròpia declaració de guerra contra Gran Bretanya el 18 de gener, i Portugal va seguir unint-se a la guerra al costat de Gran Bretanya. Espanya, ajudada pels francesos, va llançar una invasió de Portugal i va aconseguir capturar Almeida. L'arribada de reforços britànics va frenar un nou avanç espanyol i, a la batalla de València d'Alcántara, les forces britànico-portugueses van envair una important base de subministrament espanyola. Els invasors van ser detinguts a les altures davant d'Abrantes on estaven atrinxerats els angloportuguesos. Finalment, l'exèrcit angloportuguès, ajudat per guerrilles i practicant una estratègia de terra cremada, va perseguir l'exèrcit francoespanyol fins a Espanya, recuperant gairebé tots els pobles perduts, entre ells la caserna espanyola a Castelo Branco plena de ferits i malalts que havien quedat enrere. Entre el 5 de maig i el 24 de novembre de 1762. al nord i l'est de Portugal, l'intent d'invasió espanyola fou tres vegades derrotada, aconseguint una victòria decisiva anglo-portuguesa.
Els britànics ocuparen Cuba i Filipines, territoris que Carles III recuperà en el Tractat de París (1763), el qual, però, l'obligà a cedir les Florides als britànics i la Colonia del Sacramento a Portugal. Per la seva banda Portugal, aliada dels britànics, va recuperar la Colonia del Sacramento.

### Guerra de la Independència dels Estats Units
Espanya, continuant amb l'aliança francesa, va intervenir contra la Gran Bretanya en suport de l'emancipació de les Tretze colònies, iniciant-se així la Guerra de la Independència dels Estats Units entre 1776 i 1783. El Tractat de París va posar fi a la guerra, recuperant Espanya les Florides, els territoris del golf de Mèxic i Menorca, tot i que no pogué recuperar Gibraltar. L'ajuda per part de la Corona espanyola a la independència dels Estats Units va crear un precedent per a l'emancipació de les colònies espanyoles durant el segle xix.

### Mediterrani
El rei va intervenir al nord d'Àfrica amb l'objectiu d'acabar amb el poder dels pirates i obtenir concessions econòmiques per al lliure comerç.

## Política interior
En política interior, l'intent de modernitzar la societat utilitzant el poder absolut del monarca sota un programa il·lustrat va rebre el nom de despotisme il·lustrat.

### Despotisme il·lustrat
Seguint la línia política de l'època, Carles III amb l'ajuda d'uns ministres i col·laboradors il·lustrats com el Marquès d'Esquilache, el comte d'Aranda, Pedro Rodríguez de Campomanes i el marquès de Floridablanca va intentar rescatar el seu imperi de la decadència mitjançant reformes de gran abast com el debilitament de l'Església i els seus monestirs, el foment de la ciència i la recerca universitària, la facilitació del comerç i el comerç, la modernització de l'agricultura i evitar les guerres. La centralització del poder a Madrid va enfadar la noblesa local, i va desafiar l'autonomia tradicional de les ciutats, i així la resistència va créixer constantment, i en conseqüència, Espanya va recaure després de la seva mort.

### Les pragmàtiques sobre elsxuetes
El 1773 els xuetes de Mallorca designaren un grup de sis diputats -coneguts popularment amb el nom de "perruques", pel luxós guarniment que lluïen en les seves gestions- perquè s'adreçassin al Rei Carles III reclamant la plena igualtat social i jurídica amb la resta de mallorquins.
Des de la Cort s'acordà fer consultes a les institucions mallorquines, les quals s'oposaren de manera frontal i decidida a les pretensions dels descendents dels conversos. Tot plegat va portar a un procés llarg i costós, en el qual les parts posaren sobre la taula els seus arguments de manera apassionada. Els documents que en donen fe són una prova de fins a quin punt la discriminació era un fet amb profundes arrels ideològiques, i de la perseverança dels xuetes en les seves exigències d'igualtat.

Finalment el rei s'inclinà tímidament en favor dels xuetes i el 29 de novembre de 1782 se signà la Reial cèdula que decretava la llibertat de moviments i residència, l'eliminació de qualsevol element arquitectònic distintiu del barri del Segell, i la prohibició d'insults, maltractes i l'ús expressions denigrants. També, però de manera reservada, el monarca es mostrava favorable a establir la plena llibertat professional i la participació dels xuetes a la marina i a l'exèrcit, però donà instruccions que aquestes disposicions no es fessin efectives fins que, passat un temps, es calmassin els ànims.
Encara no havia passat mig any, i els diputats tornaven a insistir a demanar l'accés a qualsevol ocupació, informant que els insults i la discriminació no havien cessat i protestant de l'exhibició de les gramalletes a Santo Domingo. El rei designà una junta per estudiar el problema, la qual proposà: la retirada de les gramalletes, la prohibició de la Fe Triunfante, la dispersió en el conjunt de la ciutat, si fos necessari per força, dels xuetes, l'eliminació de qualsevol mecanisme formal d'ajuda mútua entre ells, l'accés sense restriccions a tots els graus eclesiàstics, universitaris i militars, l'abolició dels gremis i la supressió dels estatuts de neteja de sang, i si això no fos possible limitar-los a 100 anys, aquestes dues darreres proposen què siguin aplicades a tot el regne.
De nou s'obre un període de consultes i un nou procés, que generà a l'octubre de 1785 una segona Reial Cèdula, que ni de molt s'acosta a la proposta de la junta, la qual es limita a declarar-los aptes per a l'exèrcit i la funció pública. Finalment el 1788 una darrera disposició estableix la plena igualtat en l'exercici de qualsevol ofici, però encara ni una paraula sobre els graus universitaris ni els eclesiàstics, àmbits en els quals la discriminació prosseguí.

### Promulgació de la Pragmàtica envers els gitanos
El 1783 Carles III promulgà la Pragmàtica que recull els següents aspectes:
- els gitanos són ciutadans espanyols
- han de deixar de dir-se gitano, ja que tots els ciutadans són iguals
- els nens han d'anar a l'escola a partir dels quatre anys
- els gitanos són lliures per fixar la seva residència
- els gitanos poden treballar en qualsevol activitat
- els gitanos tenen dret a l'asil i a l'atenció dels seus malalts
- el gremis que obstaculitzin l'entrada o s'oposin a la residència de gitanos seran penalitzats
- s'imposaran penes als que obstaculitzin la integració dels gitanos

Però per tal que un gitano pogués gaudir d'aquestes igualtats havia de complir unes condicions:
- abandonar la seva forma de vestir
- no usar la llengua romaní en públic
- abandonar la vida erràtica

### Les reformes d'Esquilache

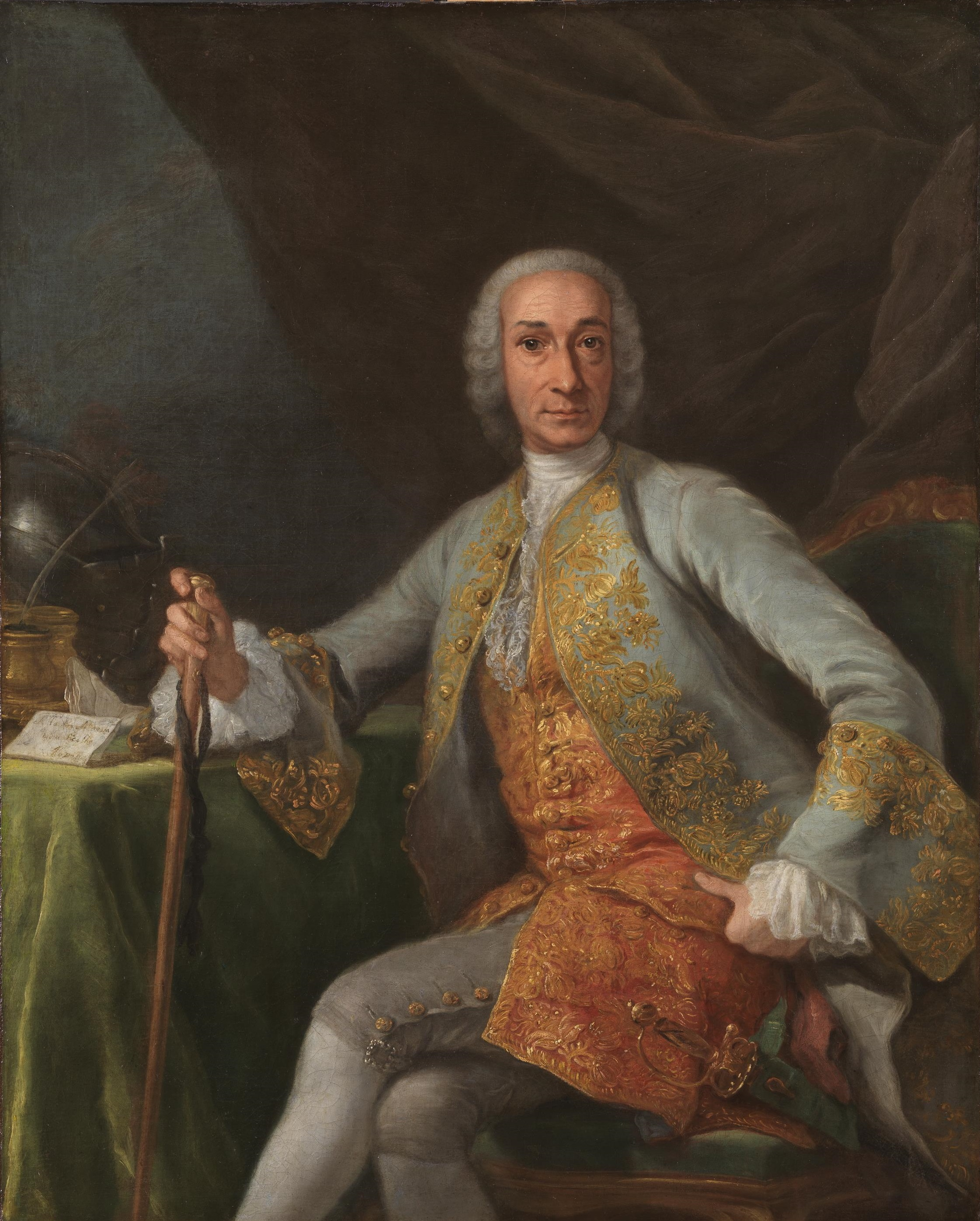
Leopoldo de Gregorio, Marquès d'Esquilache

El monarca espanyol va nomenar el marquès d'Esquilache secretari d'Hisenda. Aquest va incorporar senyorius a la Corona, va controlar als sectors eclesiàstics i va reorganitzar les els exèrcits. El seu programa de reformes i la intervenció espanyola en la guerra dels Set Anys van necessitar més ingressos, que es van aconseguir amb un augment de la pressió fiscal i noves fórmules, com la creació de la Loteria Nacional. Alhora va liberalitzar el comerç dels cereals, cosa que va originar una pujada dels preus dels productes de primera necessitat a causa de les especulacions dels acaparadors i les males collites dels anys anteriors.
El març de 1766 es va produir el Motí d'Esquilache. El seu detonant fou l'ordre de canviar la capa llarga i el barret d'ala ampla dels madrilenys per la capa curta i el barret de tres becs. La manipulació realitzada per sectors nobiliaris i eclesiàstics va convertir-lo en un atac directe a la política reformista portada a terme per ministres estrangers del govern del rei. De Madrid, es va traslladar a les províncies afectant ciutats com ara Conca, Saragossa, La Corunya, Oviedo, Santander, Bilbao, Barcelona, Cadis i Cartagena entre moltes altres. L'aglutinador comú va ser la protesta per l'escassetat i l'alça dels preus dels aliments, ocasionades per la liberalització del comerç.
Els amotinats van exigir la reducció del preu dels aliments i la supressió de la Junta d'Abastiments, la derogació de l'ordre sobre la vestimenta, el cessament de ministres estrangers de Carles III i la seva substitució per d'espanyols, i un perdó general. El Monarca va desterrar Esquilache i va nomenar en el seu lloc el comte d'Aranda.

### La política religiosa

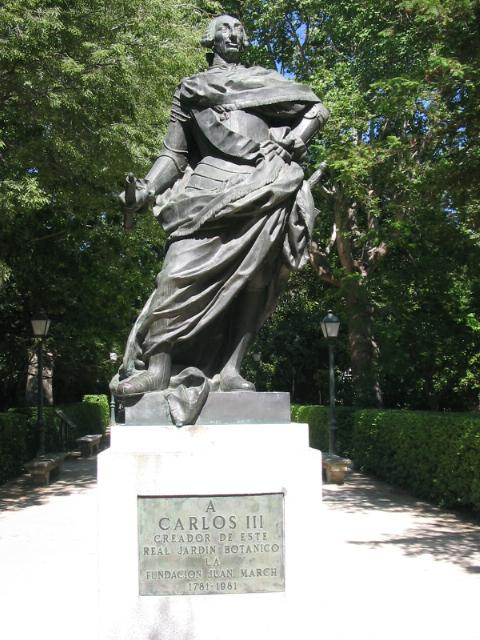
Carles III, estàtua del Real Jardín Botánico de Madrid

Desapareguts els ministres estrangers, el rei es va recolzar en els reformistes espanyols com Pedro Rodríguez de Campomanes, el comte d'Aranda o el comte de Floridablanca. Campomanes, nomenat fiscal del Consell de Castella va tractar de demostrar que els veritables inductors del motí d'Esquilache havien estat els jesuïtes. Es va nomenar una comissió d'investigació i les seves principals acusacions foren: 
- Les seves grans riqueses.
- El control dels nomenaments i de la política eclesiàstica.
- El seu suport al Papa.
- La seva lleialtat al marquès de la Ensenada.
- La seva participació en els assumptes de Paraguai.
- La seva intervenció en aquest motí.

Sectors de la noblesa i diversos ordes religiosos van estar clarament en contra. Per tot això, mitjançant el decret reial de 27 de febrer de 1767, se'ls va expulsar d'Espanya, i tots els seus dominis i possessions van ser confiscats.
L'expulsió dels jesuïtes es va voler aprofitar per a realitzar una reforma de l'ensenyament que havia de fonamentar-se en les disciplines científiques i en la investigació. Va sotmetre les universitats al patronatge reial i va crear, el 1770, a Madrid, els Estudios de San Isidro com a centre modern d'ensenyament mig destinat a servir de model i també les Escuelas de Artes y Oficios, que han perdurat fins al segle xxi. Les propietats dels jesuïtes van ser utilitzades per a la creació de nous centres d'ensenyament i residències universitàries. Les seves riqueses, per a beneficiar als sectors més necessitats, es van dedicar a la creació d'hospitals i hospicis.

### Les reformes econòmiques

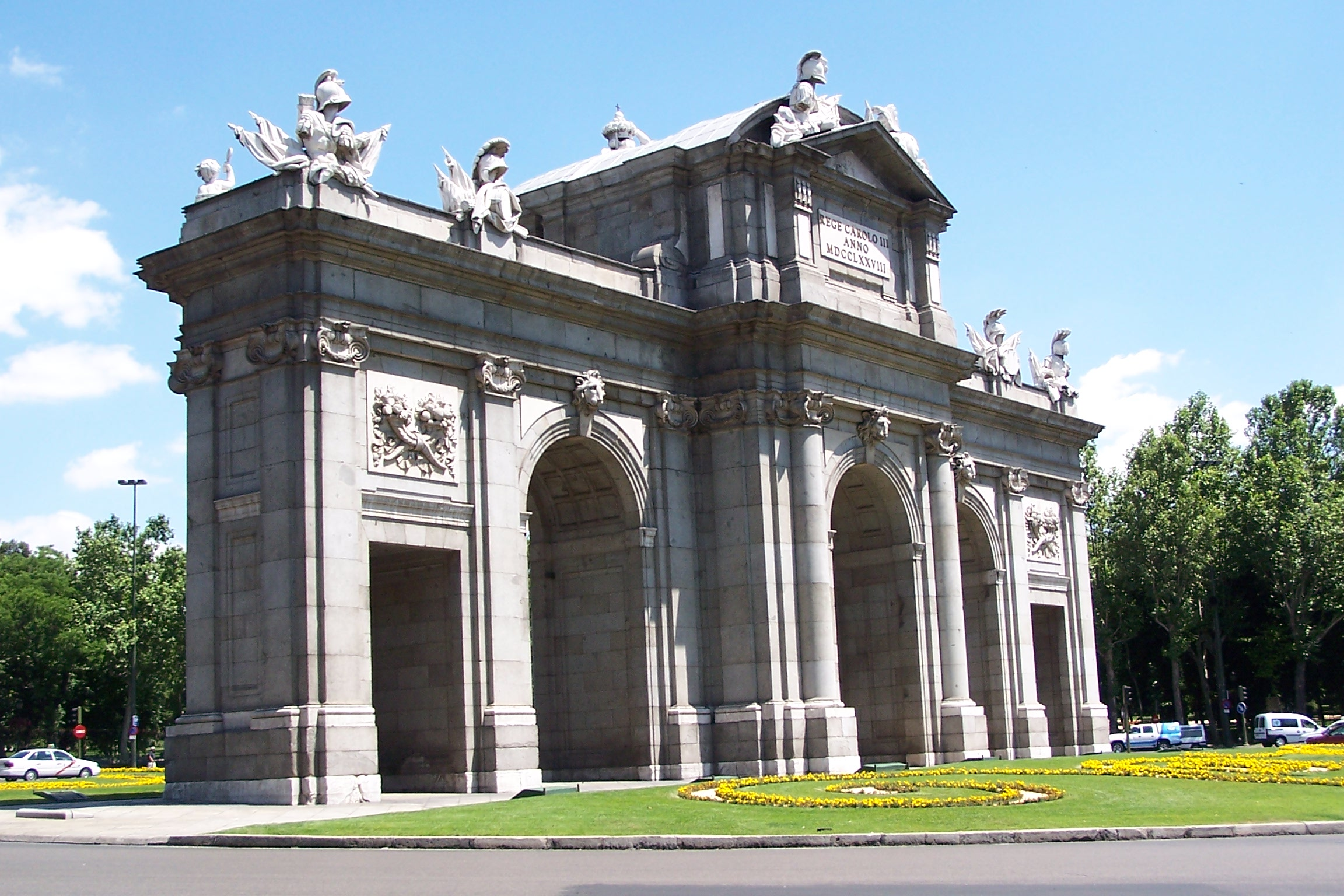
Porta d'Alcalà a Madrid

L'impuls cap a la reforma de l'agricultura durant el regnat de Carles III va venir de mà de les Societats Econòmiques d'Amics del País i la seva aparició. Campomanes, influït per la fisiocràcia, va centrar la seva atenció en els problemes de l'agricultura. En el seu Tratado de la Regalía de la Amortización, va defensar la importància d'aquesta per a aconseguir el benestar de l'Estat i dels ciutadans i la necessitat d'una més equitativa distribució de la terra.
El 1787, Campomanes va elaborar un projecte de repoblació de les zones deshabitades de les terres de Sierra Morena i la vall mitjana del Guadalquivir. Per a això, i supervisat per Pablo de Olavide, intendent reial d'Andalusia, es van portar immigrants centreeuropeus. Es tractava principalment de catòlics alemanys i flamencs, per fomentar l'agricultura i la indústria en una zona despoblada i amenaçada pels bandolers. El projecte va ser finançat per l'Estat. Es van fundar així nous assentaments com La Carolina, La Carlota o La Louisiana, en les actuals províncies de Jaén, Còrdova i Sevilla.
Es va reorganitzar l'exèrcit, al qual va dotar d'unes Ordenances el 1768 destinades a perdurar fins al segle xx i es va impulsar el comerç colonial: formant la Compañía de Filipinas i liberalitzant el comerç amb Amèrica el 1778.
Entre els plantejaments teòrics per al desenvolupament de la indústria, va destacar el Discurso sobre el fomento de la industria popular de Campomanes, per a complementar-hi l'economia de les zones rurals i fer-ne possible l'abastiment propi. Les Societats Econòmiques d'Amics del País es van encarregar de la indústria i la seva teoria en aquesta època.
Altres mesures reformistes del regnat van ser la creació del Banc de San Carlos, el 1782, i la construcció d'obres públiques, com el Canal Imperial d'Aragó i un pla de camins rals de caràcter radial, amb origen a Madrid i destinació València, Andalusia, Catalunya i Galícia. Va dotar el Regne d'Espanya de símbols d'identitat com són l'himne nacional espanyol i la seva bandera. Així mateix va modernitzar la ciutat de Madrid, construint grans passeigs i amb treballs de sanejament i il·luminació pública, i engrandint-la amb monuments com la Porta d'Alcalá, el Museu del Prado o el Jardí Botànic.

### La imposició del castellà al sistema escolar
Dues disposicions -la Reial cèdula del 23 de juny de 1768, i la Reial cèdula de 10 de març de 1770- estableixen que tota l'educació escolar se farà "únicamente en lengua castellana" a tots els territoris de la península i Ultramar, i advertia que tots els idiomes que no fossin el castellà serien perseguits arreu de l'Imperi. En aquesta línia, al cap de poc, la imposició oficial de l'espanyol continuaria el 1772, mitjançant una "Reial cèdula" que fa obligatori que "todos los mercaderes y comerciantes mayoristas y al menudeo traigan los libros de contabilidad en castellano".
Carles III d'Espanya morí a la ciutat de Madrid el 14 de desembre de 1788 deixant la corona espanyola a mans del seu segon fill baró, el príncep d'Astúries.

## Títols i successors
- A setembre del 1783: Don Carlos, por la Gracia de Dios, Rey de Castilla, de Leon, de Aragon, de las Dos Sicilias, de Jerusalem, de Navarra, de Granada, de Toledo, de Valencia, de Galicia, de Mallorca, de Sevilla, de Cerdeña, de Cordova, de Corcega, de Murcia, de Jaen, de los Algarves, de Algeciras, de Gibraltar, de las Islas de Canaria, de las Yndias Orientales, y Occidentales, Islas, y Tierra Ferma del Mar Oceano, Archiduque de Austria, Duque de Borgona, de Brabante, y de Milan, Conde de Abspurg, de Flandes, Tirol y Barcelona, Señor de Viscaya, y de Molina.[16]

| Carles III d'Espanya Casa de BorbóNaixement: Madrid 20 de gener de 1716 Mort: Madrid 14 de desembre de 1788 | |                                                                                    |
| Títols | |                                                                                    |
| Precedit per: Antoni I de Parma                                                                             | Duc de Parma i Plasència (1731-1735) | Succeït per: Emperador Carles VI                                                   |
| Precedit per: Emperador Carles VI                                                                           | Rei de Sicília (1735-1759) | Succeït per: Ferran I de les Dues Sicílies (Unió en el Regne de les Dues Sicílies) |
| Precedit per: Maria Teresa I d'Àustria                                                                      | Rei de Nàpols (1750-1759) | Succeït per: Ferran I de les Dues Sicílies (Unió en el Regne de les Dues Sicílies) |
| Precedit per: Ferran VI d'Espanya                                                                           | Rei d'Espanya (Llista de reis d'Espanya) (1759-1788) | Succeït per: Carles IV d'Espanya (fill)                                            |
| Títols com a pretendent                                                                                     | |                                                                                    |
| Precedit per: Ferran VI d'Espanya                                                                           | Rei de les Dues Sicílies Regne de Jerusalem, Regne de Nàpols, Regne de Sicília Regne de Sardenya i Còrsega (1759-1788)                                        | Succeït per: Carles IV d'Espanya (fill)                                            |
| Precedit per: Ferran VI d'Espanya                                                                           | Arxiduc d'Àustria Arxiducat d'Àustria, Ducat de Borgonya, Ducat de Brabant, Ducat de Milà, Comtat d'Habsburg, Comtat de Flandes, Comtat del Tirol (1759-1788) | Succeït per: Carles IV d'Espanya (fill)                                            |